# Ola Gjeilo
Ola Gjeilo, född 5 maj 1978, är en norsk pianist och tonsättare från Skui(no) (i Bærums kommun nära Oslo).
Han har studerat för jazzmusikern Ole Henrik Giørtz(no) och den klassiske pianisten Wolfgang Plagge(no). Gjeilo har avlagt kandidatexamen vid Norges Musikhögskola och sedan studerat vidare vid Royal College of Music i London.
2006 tog han en masterexamen i klassisk komposition vid Juilliard i New York. Där spelade han också i band tillsammans med medstudenterna Chris och Tom Barber på bas och trummor. Därefter studerade han filmmusik i Beverly Hills ett år. 
Hans musik är en blandning av klassiskt och jazzfusion.

## Verk i urval
- Stone rose (2007) för trumpet, fiol och cello.
- Trinity (2012) för kör a cappella.